# Shadowhunters - Le origini. L'angelo
Shadowhunter - Le origini: L'angelo è un libro urban fantasy scritto da Cassandra Clare ed è stato pubblicato in inglese il 31 agosto 2010, in italiano nel 2011. È il primo libro della saga Shadowhunters - Le Origini.

## Trama
Maggio 1878. Dopo la morte della zia Harriet, l'orfana sedicenne Tessa Gray si trasferisce da New York a Londra, per vivere con il fratello maggiore Nate, trasferitosi qualche anno prima lì per lavoro. 
  Una volta sbarcata, però, la ragazza viene prelevata dalla signorina Dark e dalla signorina Black, le Sorelle Oscure, che la rinchiudono e minacciano di uccidere Nate se Tessa non farà tutto quello che vorranno loro. 
  Durante la prigionia, la ragazza scopre di avere il potere di trasformarsi in chiunque voglia semplicemente toccando un oggetto appartenuto a quella persona.
Sei settimane dopo, la sera in cui Tessa dovrebbe essere consegnata come sposa al misterioso Magister, il capo delle Sorelle Oscure, un ragazzo di nome William Herondale irrompe nella casa-prigione e la libera: Will è uno Shadowhunter, un Nephilim che si occupa di proteggere gli esseri umani (mondani) dai demoni e dai Nascosti (ovvero esseri parzialmente soprannaturali come streghe, vampiri, lupi mannari e fate) ed ha trovato per caso Tessa mentre indagava sulla morte di un’altra ragazza.
Will porta Tessa alla sede locale degli Shadowhunters, l'Istituto di Londra, diretto da Charlotte Fairchild e da suo marito, Henry Branwell. Qui, la ragazza conosce Jem Carstairs (Cacciatore), con il quale instaura fin da subito una bella amicizia, Jessamine Lovelace (altra Cacciatrice) e Sophie Collins (cameriera dell'Istituto), inoltre, offre le informazioni in suo possesso riguardo alle Sorelle Oscure in cambio di aiuto nel ritrovare il fratello scomparso.
Axel Mortmain, datore di lavoro di Nate a conoscenza dell'esistenza degli Shadowhunters e dei Nascosti, confessa a Charlotte ed Henry che il ragazzo si è licenziato per andare a lavorare per De Quincey, capo di un potente clan di vampiri e alto membro del Pandemonium Club, un'organizzazione di mondani interessati alle arti magiche, e che lo stesso De Quincey è il Magister.
Durante una festa a casa del vampiro, alla quale Tessa si presenta sotto mentite spoglie insieme a Will, i Cacciatori scoprono che De Quincey sta costruendo degli automi (congegni meccanici dalle fattezze umane) ai quali legare energia demoniaca, per creare un suo personale esercito. 
  Nel massacro che segue, il vampiro De Quincey riesce a scappare, ma fortunatamente Tessa ritrova Nate e lo porta all'Istituto per curarlo. 
  Quella stessa sera, Tessa e Will (che fin da subito hanno mostrato di provare un interesse reciproco), in soffitta, si baciano, ma subito dopo lui la respinge malamente.
Alcuni giorni dopo, ripresosi dalla brutta esperienza passata, Nate informa i Cacciatori che le Sorelle Oscure, scopritesi essere due streghe, hanno trovato l'incantesimo per legare i demoni agli automi e che il rito verrà compiuto quella sera stessa, con la luna piena. 
  L'informazione si rivela essere un diversivo quando, approfittando dell'assenza di tutti i Cacciatori, Mortmain si presenta all'Istituto per rapire Tessa, svelando di essere lui il vero Magister. La ragazza rimane sconvolta dal tradimento del fratello, che ha anche ucciso la zia Harriet, ma riesce a sfuggire a Mortmain fingendo il suicidio. Il Magister, tuttavia, ruba dall’Istituto una Pyxis, scatola che racchiude le energie demoniache.
Dopo quella tragica notte, a Tessa viene concesso di rimanere all'Istituto ma, quando lo comunica a Will, il ragazzo si mostra indifferente alla notizia e la tratta in malo modo.